# Pierre Tougas
Pour les articles homonymes, voir Tougas.
 (octobre 2012).
Pierre Tougas est un artiste peintre québécois né le 27 juillet 1949 à Saint-Jean-sur-Richelieu au Québec.

## Biographie
Pierre Tougas poursuit une formation artistique à l’Académie des Arts du Canada dès l’âge de 16 ans, il est alors le plus jeune élève à y être admis[réf. souhaitée]. Entre 1965 et 1968, il s’initie aux techniques de base du dessin à la plume, au crayon, au pastel, à l’aquarelle puis à l’huile.
Il fait d’abord carrière en dessin commercial pendant dix ans avant de se consacrer exclusivement à l’aquarelle. En 1982, il participe à la fondation de la Société canadienne de l'aquarelle. De 1980 à 1985, il enseigne l’aquarelle mais, depuis 1985, il se consacre uniquement à la peinture.
Il participe à diverses expositions chaque année et fait l’objet de quelques expositions solo.
Ses œuvres sont présentes dans plusieurs galeries du Québec et des États-Unis. Pierre Tougas est aujourd’hui considéré par ses pairs et les médias comme l’un des plus talentueux aquarellistes du Québec[réf. nécessaire].

## Son art
Ses tableaux sont aussi bien inspirés par l’architecture des maisons (portes, fenêtres…), que par les fleurs, des scènes de rues et des paysages variés représentant par exemple l’hiver canadien ou retraçant ses divers voyages aux États-Unis, au Canada et en Europe. Pierre Tougas peint également des natures mortes.
Il a illustré une édition artistique de L'Énigme du retour de Dany Laferrière.

## Distinctions et récompenses
- Premier prix du Salon de l’Aquarelle (1996, 2001).
- Prix du public du Salon de l’Aquarelle (1994, 2001 et 2004)[1].